# Аффрикаты
Аффрика́ты (ед. ч. аффрика́та; лат. affrico «притираю») — согласные, представляющие собой слитное сочетание смычного согласного с фрикативным, обычно того же места образования.

## Критерий Трубецкого
В русском языке имеются только две буквы для аффрикат - Ц и Ч. Но фонетическое определение аффрикаты привело бы к выводу, что в русском языке существуют и другие аффрикаты (не обозначаемые буквами), что противоречит традиции. Н. С. Трубецкой предложил семь правил для определения, является ли то или иное сочетание звуков в данном языке аффрикатой или сочетанием фонем, а также вообще для отличения отдельных фонем от сочетаний фонем:
1. Реализацией одной фонемы можно считать только сочетание звуков, составные части которого в данном языке не распределяются по двум слогам.
Так, в русском языке [ц] не распадается на границе слога: ли-цо. В то же время в финском и английском языках комплекс [ts] обязательно разделяется: англ. hot-spot «горячая точка» или фин. it-se «сам».
2. Группу звуков можно считать реализацией одной фонемы только в том случае, если она образуется с помощью единой артикуляции или создаётся в процессе постепенного убывания или сокращения артикуляционного комплекса.
3. Группу звуков следует считать реализацией одной фонемы, если её длительность не превышает длительности других фонем данного языка.
4. Потенциально однофонемную группу звуков (то есть группу, удовлетворяющую требованиям предыдущих трёх правил) следует считать реализацией одной фонемы, если она встречается в таких положениях, где, по правилам данного языка, недопустимы сочетания фонем определённого рода.
Так, в ряде африканских языков встречаются комплексы [mb] и [nd] в начале слова. При этом других сочетаний согласных в этой позиции не бывает, поэтому такие комплексы считаются одной фонемой. В кипрском греческом комплексы [mb] и [nd] встречаются в начале слова наряду с другими сочетаниями согласных, поэтому сочетания [mb] и [nd] считаются состоящими из двух фонем.
5. Группу звуков, отвечающую требованиям, сформулированным в правилах 1–3, следует считать простой фонемой, если это вытекает из всей системы данного языка.
6. Если составная часть потенциально однофонемной группы звуков не может быть истолкована как комбинаторный вариант какой-либо фонемы данного языка, то вся группа звуков должна рассматриваться как реализация одной фонемы.
7. Если один звук и группа звуков, удовлетворяющие указанным выше фонетическим предпосылкам, относятся друг к другу как факультативные или комбинаторные варианты и если при этом группа звуков является реализацией группы фонем, то и один звук должен рассматриваться как реализация той же группы фонем.

## Примеры аффрикат
| Глухие аффрикаты                      | МФА  | Примеры языков, в которых встречаются данные аффрикаты                                                                           | Звонкие аффрикаты                      | МФА  | Примеры языков, в которых встречаются данные аффрикаты |
| ------------------------------------- | ---- | --- | -------------------------------------- | ---- | ------------------------------------------------------ |
| Глухая губно-губная аффриката         | [pɸ] | Встречается как аллофон в каинганге и в таосском языке. Ни в одном естественном языке не встречается как самостоятельная фонема. | Звонкая губно-губная аффриката         | [bβ] | Не обнаружена в естественных языках                    |
| Глухая велярная аффриката             | [kx] | Верхнеалеманнский диалект немецкого языка                                                                                        | Звонкая велярная аффриката             | [ɡɣ] | Не обнаружена в естественных языках                    |
| Глухая увулярная аффриката            | [qχ] | аварский, цезский, не-персе | Звонкая увулярная аффриката            | [ɢʁ] | Не обнаружена в естественных языках                    |
| Глухая альвеолярная аффриката         | [ts] | русский, японский, немецкий | Звонкая альвеолярная аффриката         | [dz] | Белорусский, грузинский, итальянский                   |
| Глухая альвеоло-палатальная аффриката | [ʨ]  | русский, чувашский, норвежский                                                                                                   | Звонкая альвеоло-палатальная аффриката | [dʑ] | Польский, корейский, коми                              |